# 박기량 (성우)
박기량(朴起良, 1958년 1월 16일~)은 대한민국의 남자 성우다. 1982년 MBC 8기 공채 성우로 데뷔하였다.

## 출연작품

### 애니메이션
- 가공스런 미래전쟁 (MBC) - 잭
- 늑대기사 실반 (SBS) - 실반
- 독고탁의 비둘기 합창 (MBC) - 작은형
- 들장미 소녀 린 (SBS) - 아더, 필립
- 디지몬 세이버즈 (챔프) - 고동혁
- 말괄량이 뱁스 (MBC) - 고고
- 무적의 실버호크 (MBC) - 퀵 실버
- 미래용사 볼트론 (MBC) - 케이스(흑사자)
- 바사라 (MBC) - 적왕(슈리)
- 사이보그 009 (애니맥스) - 002(제트 링크), 남자3, 잠수함 선장, 교수1
- 백수왕 고라이온 (MBC) - 코가네 아키라(케이스)
- 세느강의 별 (MBC)
- 스타잔 (MBC) - 스타잔
- 슬레이어즈 고저스 (애니박스) - 캘버트
- 신나는 사이버 수학세상 (EBS) - 해커
- 요정 핑크 (MBC) - 빈
- 우주 불새 (MBC) - 블랙잭
- 울트라 맨 (MBC) - 해설
- 울트라 탐험대 (SBS) - 쮸쮸
- 쥬베이짱 - 러브리 안대의 비밀 (애니맥스) - 나노하나 사이
- 지구로 (MBC) - 솔저블루
- 천사소녀 새롬이 (MBC) - 강민 사장
- 커렉터 유이 (애니원) - IR
- 쾌걸 조로 (SBS) - 조로 (디애고 베가)
- 키다리 아저씨 (MBC) - 키다리 아저씨(저비스 팬덜튼)
- 걸리버 여행기 (MBC)
- 마이티 마우스 (MBC)
- 우주보안관 장고 (MBC)
- 유령대소동 (MBC) - 이곤 스팽글리
- 은하순찰대 (MBC)

### 영화
- 제프 골드블럼
  - 쥬라기 공원(KBS, SBS) - 이안 말콤
  - 쥬라기 공원2(KBS, SBS) - 이안 말콤
  - 파우더(KBS) - 도날드
  - 화이트 히어로(KBS) - 케인
- 레이 리오타
  - 무단 침입(KBS) - 피트
  - 존 큐(KBS) - 몬로
  - 좋은 친구들(KBS) - 헨리 힐
  - 압솔롬 탈출(KBS) - 로빈스
- 공주는 못말려 (SBS) - 로무알도(킴 로시 스튜어트)
- 그렘린(MBC) - 빌리 펠처(자크 걸리건)
- 그렘린II(MBC) - 포스터(로버트 피카르도)
- 사망유희(SBS) - 빌리(이소룡)
- 맬리스(KBS, SBS) - 제드(알렉 볼드윈)
- 스크림3(SBS) - 킨 케이디(패트릭 뎀시)
- 라디오 살인사건(KBS) - 로제(브라이언 벤벤)
- 내 사랑 루시(KBS) - 데시(모리스 베나르)
- 후크(MBC)
- 형사 가제트(KBS) - 가제트 형사(존 브라운), 로보 가제트(매슈 브로더릭)
- 메이드 인 아메리카(KBS) - 할 잭슨(테드 댄슨)
- 뱀파이어와의 인터뷰(KBS) - 레스타트(톰 크루즈)
- 지옥의 묵시록 [2004년 더빙판] (KBS) - 루카스 대령(해리슨 포드)
- 대부(KBS) - 소니(제임스 칸)
- 대부(90년 더빙판/MBC) - 프레도(존 카제일)
  - 대부 2(KBS) - 소니 콜레오네(제임스 칸)
  - 대부 2(90년 더빙판/MBC) - 프레도(존 카제일)
- 타워링(MBC) - 로저(리처드 체임벌린)
- 더 퀸(MBC) - 토니 블레어(마이클 쉰)
- 노브레인 레이스(MBC) - 닉 샤퍼(브렉킨 메이어)
- 브룩 쉴즈의 사하라(MBC) - 자파(랑베르 윌슨)
- 부시맨(MBC) - 해설
- 빅 트러블 (SBS) - 왕(데니스 던)
- 언터처블(MBC) - 스톤(앤디 가르시아)
- 키핑 더 페이스(KBS) - 제이크(벤 스틸러)
- 스타워즈 에피소드 4: 새로운 희망(KBS) - 한 솔로(해리슨 포드)
  - 스타워즈 에피소드 5: 제국의 역습(MBC, KBS) - 한 솔로(해리슨 포드)
  - 스타워즈 에피소드 6: 제다이의 귀환(KBS, MBC) - 한 솔로(해리슨 포드)(KBS), 루크(마크 해밀)(MBC)
- 라스트 모히칸(KBS) - 나다니엘(다니엘 데이 루이스)
- 바비(MBC) - 폴(윌리엄 H. 메이시)
- 못 말리는 첩보원(KBS) - 제임스(피터 갤러거)
- 키스의 전주곡(SBS) - 피터 호스킨스(알렉 볼드윈)
- 에일리언2(SBS) - 힉스(마이클 빈)
- 맹룡과강(SBS) - 당룡(이소룡)
- 더 맨(MBC) - 건더슨(칼 루이스)
- 허리케인 (MBC) - 테랑기(존 홀)
- 흑인 오르페(MBC) - 오르페(브레노 멜로)
- 페리스의 해방(MBC) - 캐머런(앨런 럭)
- 플래시댄스(90년 더빙판/MBC) - 닉(마이클 누리)
- 폴리스 아카데미(MBC) - 니크(매트 맥코이)
- E.T.(MBC) - 마이클(로버트 맥노턴)
- 리썰 웨폰 2(MBC) - 닉(데이몬 하인스)

### 외화 시리즈
- 그레이 아나토미 (KBS) - 데렉 셰퍼드(패트릭 뎀시)
- 맥가이버 (MBC) - 머독(마이클 데스 바레즈)
- 스타 트렉: 더 넥스트 제너레이션 (MBC) - 데이타(브렌트 스파이너)
- 머나먼 정글 (MBC) - 앤더슨 중사(테렌스 녹스)
- 스페셜 유닛(iTV) - 닉 오말리(마이클 란데스)
- 쿵푸 (텔레비전) (MBC)

### 게임/특촤물
- 폴아웃 3(에드윈 브로치)
- 가면라이더 블레이드 (챔프 / 애니원) - 가라스마 소장 (야마지 카즈히로)
- 오피스 여인천하 - 나레이션

### 광고
- 롯데제과 (맥스앤마블)
- 기아 (봉고프런티어)
- 현대자동차 (엑센트)
- 남양유업 (맛있는 우유 GT)
- 대상 (하이포크 팜)
- 에너자이저
- MBC 캠페인 (일에 능률을 우리경제를 능률을 높이는 기초 김과장의 바쁜하루)
- SBS 캠페인
- BMW 코리아 (BMW 3시리즈)
- 공익광고협의회 (노희지의 깨끗한 선거 - 공명선거 편)
- 오뚜기 (열라면)
- 동물아카데미 2007
- 러시앤캐시
- 정다운오리
- 강화토종약쑥
- 홈쇼핑광고
- 한국전화번호부

### 지역광고
- 광성주택
- 월산본가 - 대전
- 대전일보 - 대전
- 공주알밤한우 - 충남
- 생막걸리 대전부르스 - 대전
- 굿모닝보청기 - 제주
- 서라벌막창 - 대구
- 복만네장터 - 대구
- 케이원 식사재마트 - 대구
- 피에스디중공업 - 대구

### 방송
- 명작의 무대 (MBC)
- 러시아, 동구의 문학과 예술 (MBC)
- 중국문학기행 (MBC)
- 일요일 일요일 밤에 (MBC) - 한판승부 내레이션
- 성공시대 (MBC) - 내레이션
- 특종! 사건파일 (KBS2) - 내레이션
- 그사람 그후 (MBC) - 객원 진행자 및 내레이션
- 긴급구조 119 (KBS2) - 내레이션
- 경찰청 사람들 (MBC) - 내레이션
- 특종 비디오 저널 (KBS2) - 내레이션
- VJ특공대 (KBS2) - 내레이션
- 빌 아저씨의 과학 이야기  (EBS) - 내레이션
- 롤러코스터 (tvN)
- 감성매거진 행복한 오후 (KBS2)
- 톡톡 이브닝 (KBS2)
- 있다! 없다? (SBS)
- TV는 사랑을 싣고 (KBS2)
- 남희석 이휘재의 멋진만남 (SBS)
- 로드쇼 힘나는 일요일 (SBS)
- 뷰티풀 라이프 (SBS)
- 부부클리닉 사랑과 전쟁 (KBS2)
- 잘먹고 잘사는 법 (SBS)
- KBS 8 아침뉴스타임 (KBS2)
- 진실게임 (SBS)
- 가족오락관 (KBS1)
- 쇼 파워 비디오 (KBS2)
- 로빈 훗의 모험 (MBC)
- 비버리 힐즈에 간 고양이들 (MBC)
- 영화 그리고 팝콘 (KBS2)
- 인간시대 (MBC)
- TV비평 시청자데스크 (KBS1)
- 스토리 잡스 (TV조선)
- 무적의 탱크 태무진 (MBC)
- 도전 1000곡 (SBS) 2013년 3월 3일 출연
- 그림명작동화 (MBC)
- 2TV 생생정보 (KBS2)
- 아침마당 (KBS1)
- MBC 100분 토론(MBC)
- 서민갑부 (채널A) - 내레이션
- TV쇼 진품명품(KBS2) 2015년 11월 29일 출연
- 우리동네 예체능(KBS2) 2016년 5월 3일 출연
- 쇼 뮤직탱크(KMTV) - 내레이션

## 같이 보기
- 문화방송 성우극회